# Mstów
Mstów je vesnice a centrum gminy Mstów v okrese Čenstochová ve Slezském vojvodství v jižním Polsku. Nachází se východně od města Čenstochová. Leží na řece Warta (přítok řeky Odra). Jižní část vesnice, která se rozkládá na pravém břehu Warty, se nachází v severní okrajové části krajinného parku Park Krajobrazowy Orlich Gniazd na vysočině Wyżyna Częstochowska (Čenstochovská jura), která patří do vysočiny Wyżyna Krakowsko-Częstochowska (Krakovsko-čenstochovská jura). Severní část vesnice, která se rozkládá na levém břehu Warty, se nachází v jižní části vysočiny Wyżyna Woźnicko-Wieluńska. Mstów se tedy nachází v říční soutěsce Przełom Warty koło Mstowa.

## Historie
První písemná zmínka pochází z roku 1193. Mstów měl od roku 1279 až do roku 1870 městská práva. Statut města pozbyl po neúspěšném Lednovém povstání. V letech 1975–1998 patřil Mstów do dnes již zaniklého Čenstochovského vojvodství.

## Zajímavosti
- Skała Miłości – vápencová skalní věž nad řekou Warta
- klášter
- kostel
- židovský hřbitov
- historické stavby
- začíná zde populární turistická trasa Szlak Warowni Jurajskich

## Galerie

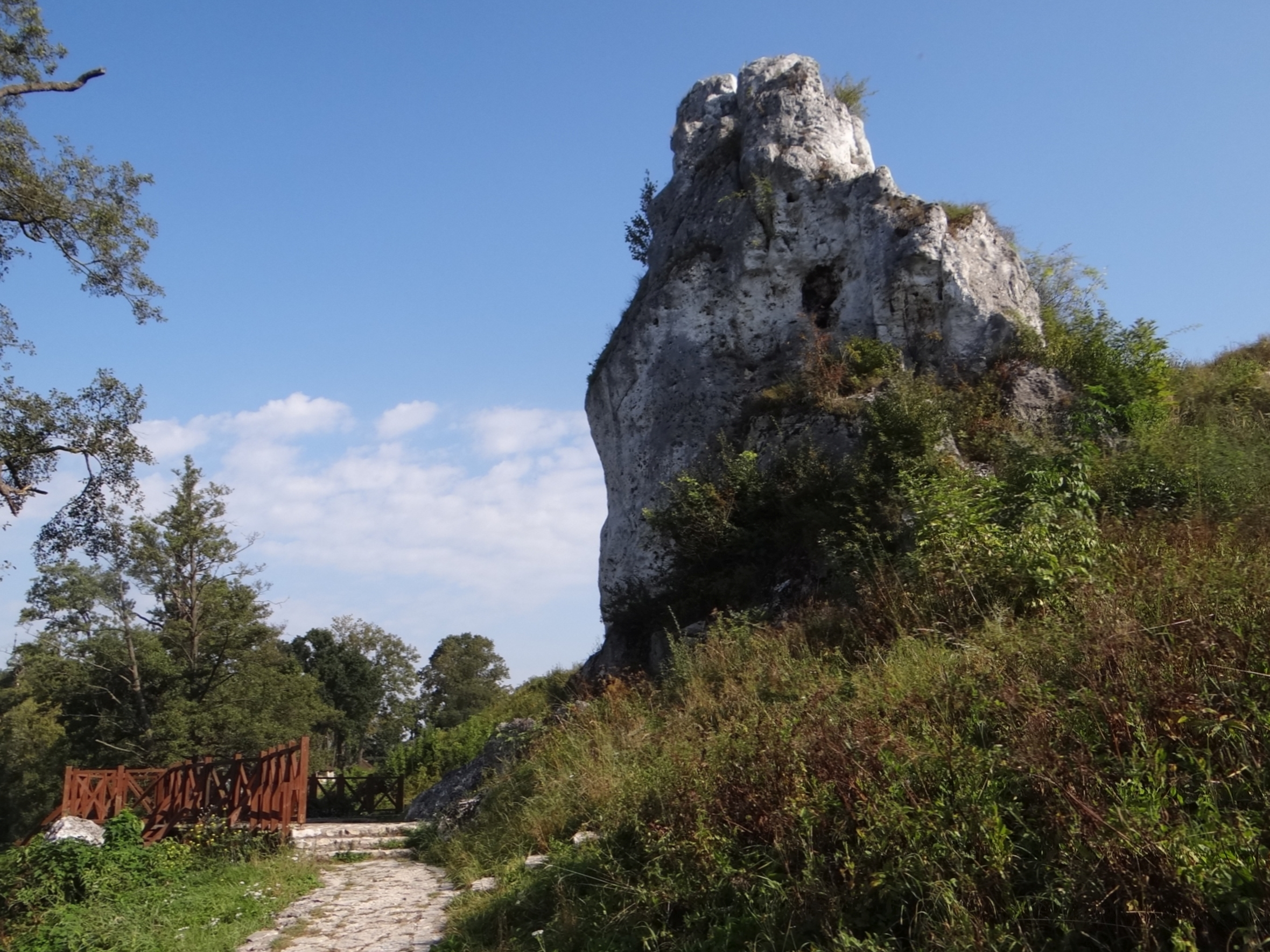
Skała Miłości
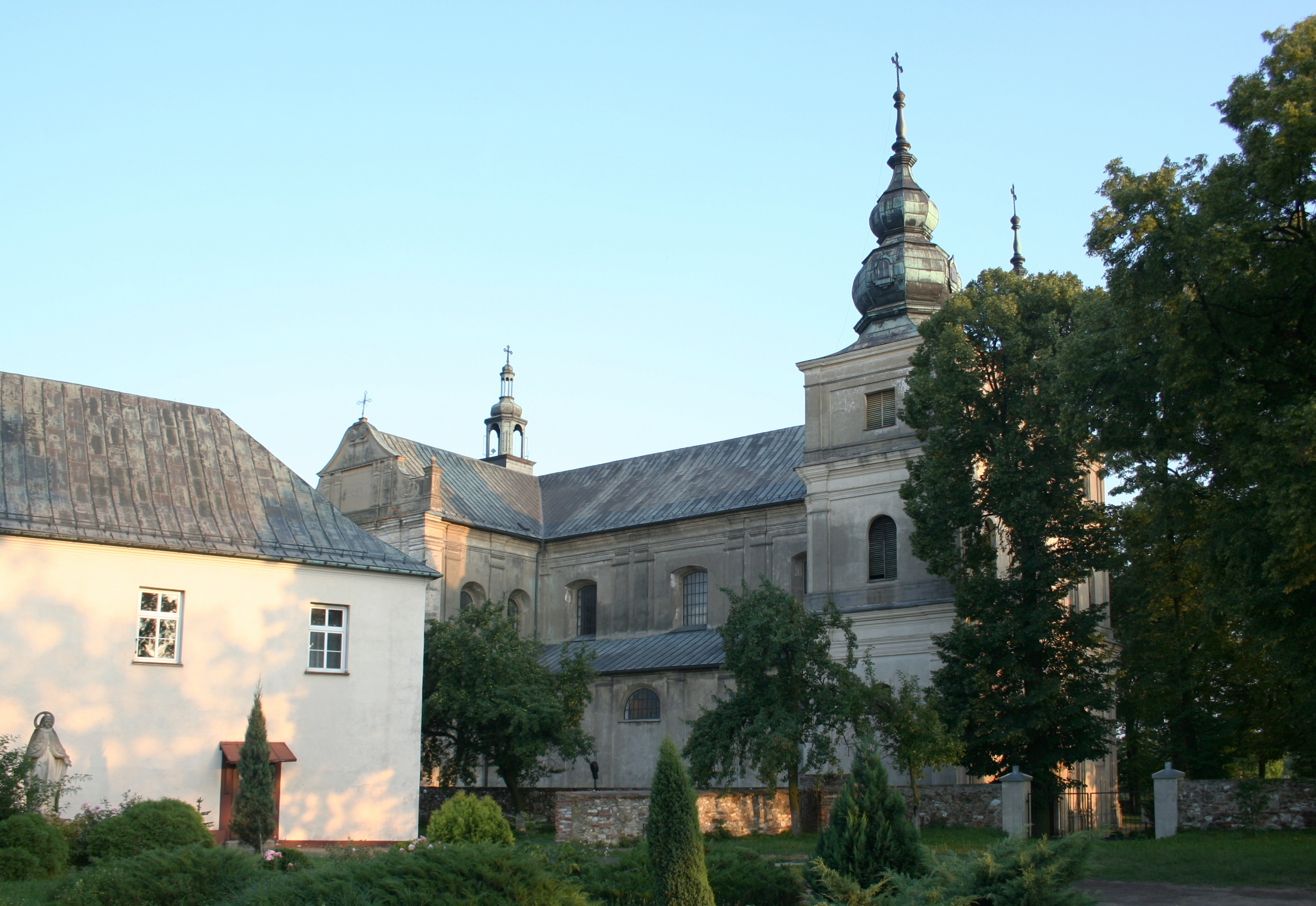
Kostel a vikariát
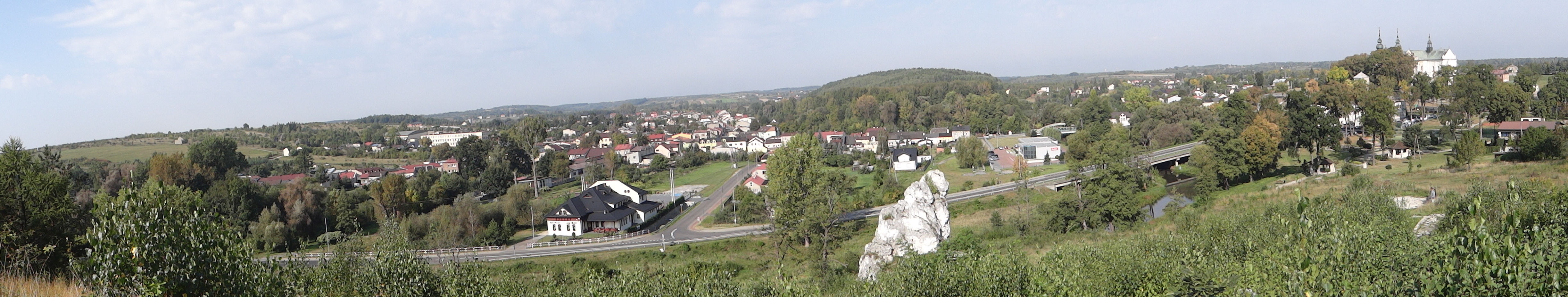
Panoráma města
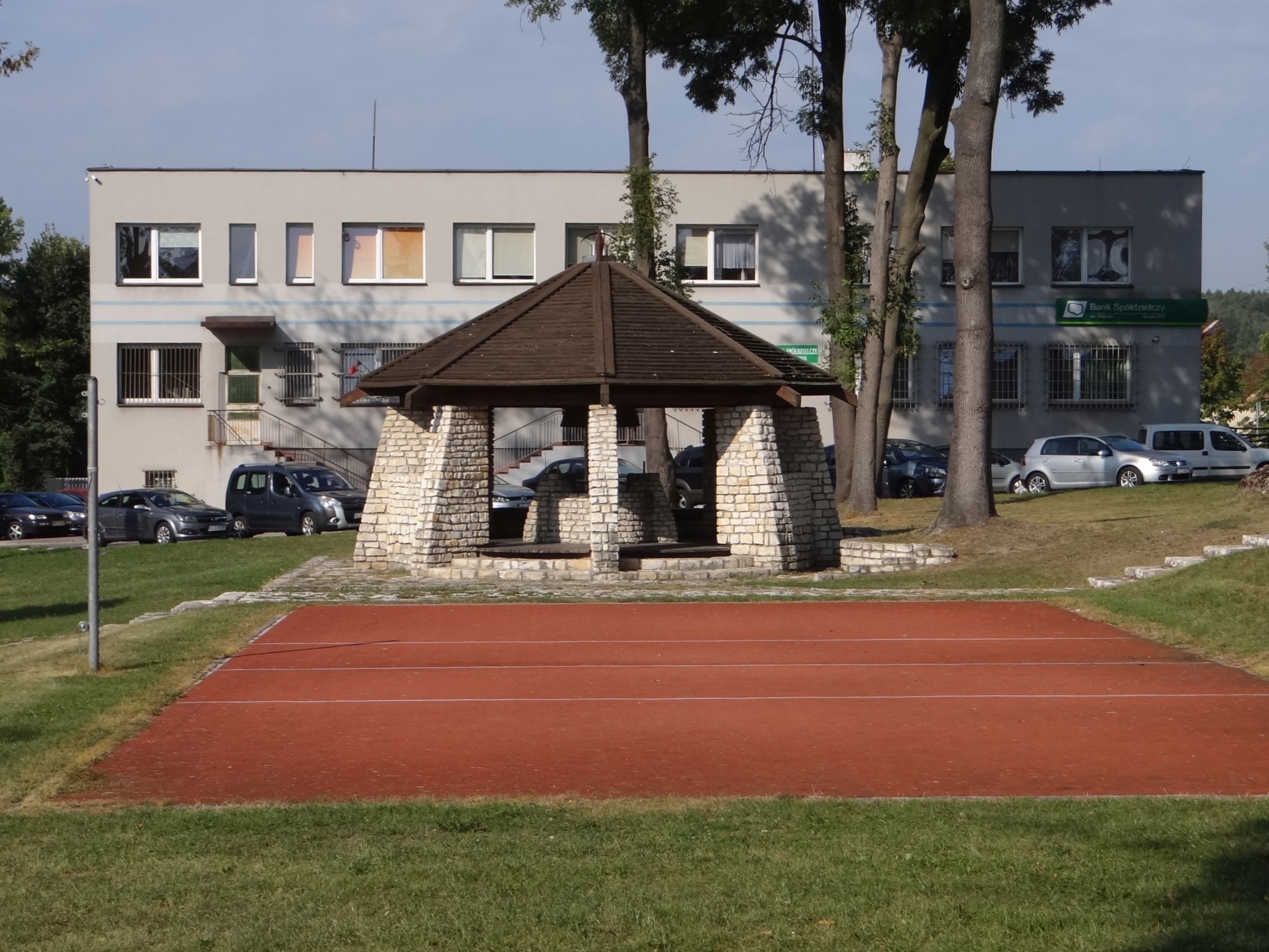
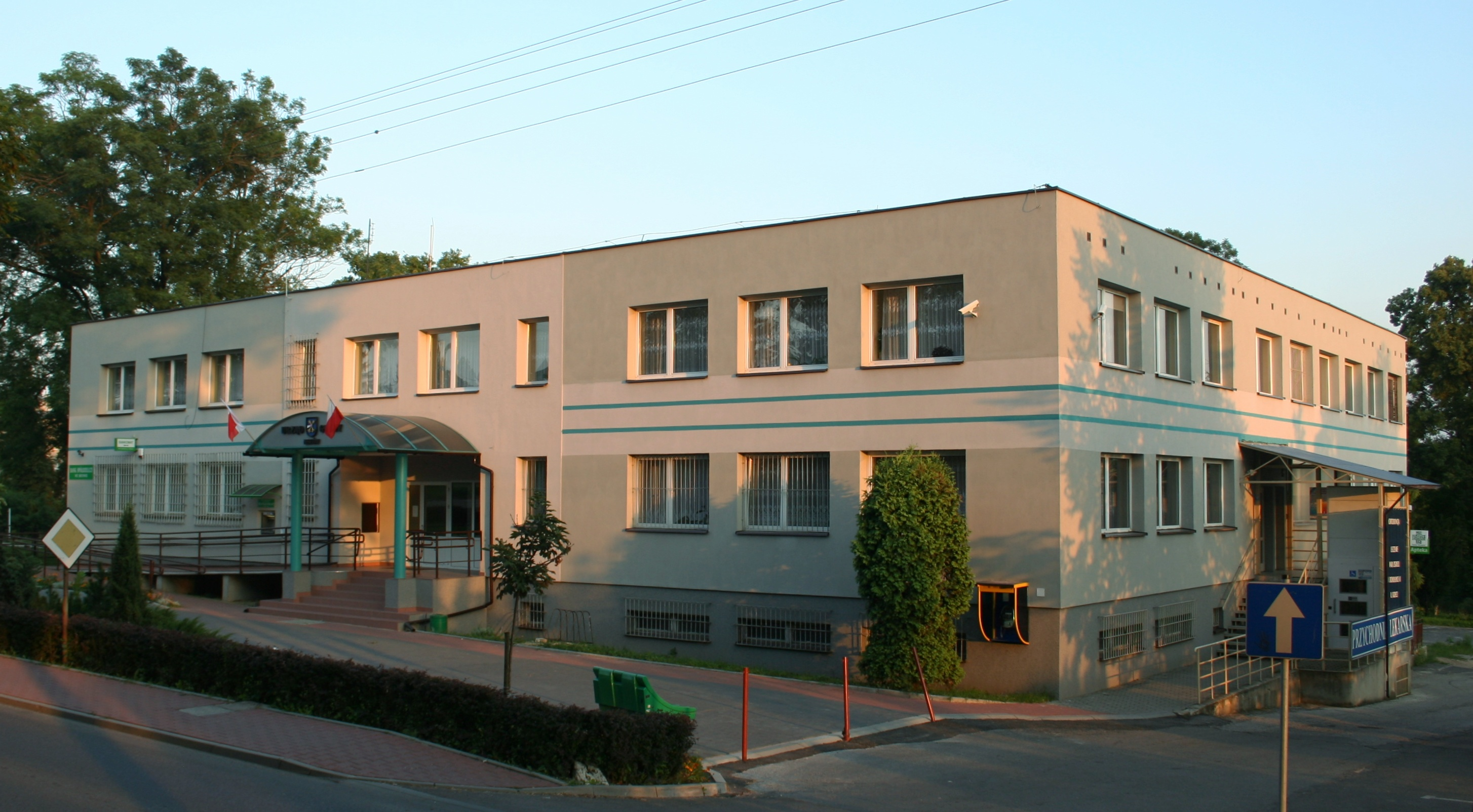